# NGC 7582
NGC 7582 est une très vaste galaxie spirale barrée située dans la constellation de la Grue. Cette galaxie est membre du quartette de la Grue constituée des galaxies NGC 7552, NGC 7582, NGC 7590 et NGC 7599.
La vitesse de NGC 7582 par rapport au fond diffus cosmologique est de 1 380 ± 17 km/s, ce qui correspond à une distance de Hubble de 20,4 ± 1,5 Mpc (∼66,5 millions d'al). NGC 7582 a été découverte par l'astronome écossais James Dunlop en 1826.
La classe de luminosité de NGC 7582 est I-II et elle présente une large raie HI. De plus, elle est aussi une galaxie active de type Seyfert 2,,. Selon Sanders et ses collègues, la luminosité de la NGC 7582 dans l'infrarouge lointain (de 40 à 400 µm) est égale à 7,59 × 1010 {\displaystyle L_{\odot }} (1010,88{\displaystyle L_{\odot }}) et sa luminosité totale dans l'infrarouge (de 8 à 1 000 µm) est de 1,07 × 1011 {\displaystyle L_{\odot }} (1011,03{\displaystyle L_{\odot }}).
À ce jour, six mesures non basées sur le décalage vers le rouge (redshift) donnent une distance de 21,200 ± 2,060 Mpc (∼69,1 millions d'al), ce qui est à l'intérieur des valeurs de la distance de Hubble.

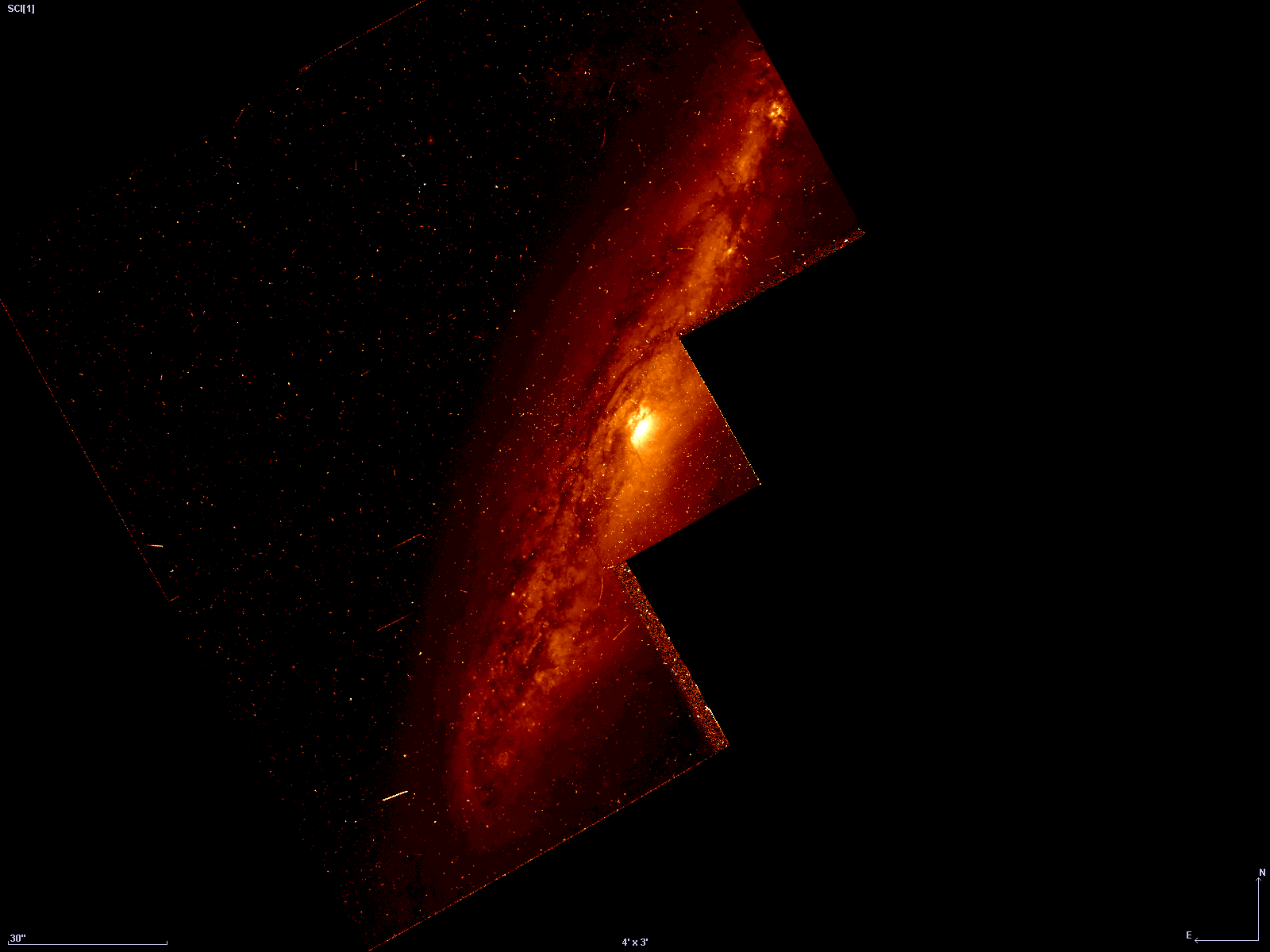
La galaxie spirale barrée par le télescope spatial Hubble.

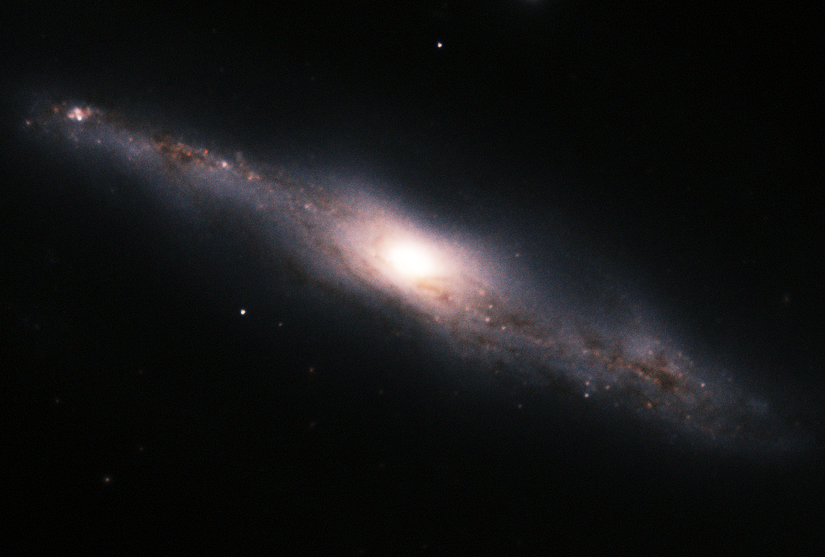
NGC 7582 par l'observatoire Gemini.

## Caractéristiques

### Morphologie
Eskridge, Frogel et Pogge ont publié un article en 2002 décrivant la morphologie de 205 galaxies spirales ou lenticulaires rapprochées. Les observations ont été réalisées dans la bande H de l'infrarouge et dans la bande B (le bleu). Selon Eskridge et ses collègues, NGC 7582 est de type SBb? dans la bande B et (R)SBb? dans la bande H. Le bulbe ponctuel de NGC 7582 est brillant et il est intégré dans un gros renflement. La galaxie est presque vue de côté. Les isophotes du renflement sont elliptiques. À plus faible intensité, le renflement présente une forte caractéristique en forme de X. La forte inclinaison de la galaxie rend tout motif spirale impossible à détecter. Cependant, le disque présente une évidente structure spiralée parsemée d'amas de formation d'étoiles et de zones visibles de poussière obscurcissante, mais aucune bande de poussière cohérente n'est apparente. À une faible brillance de surface, la structure en X ressemble à un renflement en forme d'arachide et le disque montre une déformation intégrale prononcée. Des caractéristiques spiralées de très faible brillance de surface partent depuis le disque et elles s'enroulent presque entièrement autour de la galaxie. Ces caractéristiques sont larges et lisses, sans signe de structure interne. 

### Galaxie active variable
NGC 7582 est une galaxie dont la source active présente de fortes variabilités sur de courtes échelles de temps, parfois inférieures à un jour. En 1998, on y a notamment observé un changement brutal et inhabituel dans son spectre de raies d’émission optique, ayant fait passer pendant quelques mois son niveau d'activité à celui d'une galaxie de Seyfert de type 1, avant de revenir à la normal. À l'époque, trois scénarios ont été proposés pour expliquer potentiellement cette mutation, comme par exemple, la capture d'une étoile par le trou noir supermassif au centre de la galaxie.
On pense aujourd'hui que ces variations sont dues à la présence de matériaux moléculaires en orbite autour de la source active, l'occultant à intervalles irréguliers,. Leur vitesse de déplacement est estimée à plus 700 ± km/s .

### Galaxie à sursauts d'étoiles
On pense également que NGC 7582 est une galaxie à sursauts de formation d'étoiles. Selon un article publiée en 2010, un fort sursaut se serait produit il y a environ 6 millions d’années et un autre plus ancien il y a environ 1 milliard d'années. Un amas d'étoiles de Wolf-Rayet y a également été découvert.

### Trou noir supermassif
Plusieurs articles ont été publiés au sujet du trou noir supermassif de NGC 7582. D'abord, selon un article publié en 2006, la masse du trou noir supermassif de NGC 7582 est estimée à environ (5,5+2,6
-1,9) x 107 masses solaires. Cette estimation a été réalisée à partir de la dynamique des gaz dans l’infrarouge moyen autour de l'astre. Cet article ainsi que la valeur de la masse ont été cité dans deux autres articles parus en 2007 puis en 2012.

## Groupe de NGC 7582
Selon A. M. Garcia, NGC 7582 est membre d'un groupe de galaxies qui porte son nom. Le groupe de NGC 7582 décrit par Garcia renferme au moins neuf membres. Les autres galaxies sont NGC 7531, NGC 7552, NGC 7590, NGC 7599, NGC 7632, IC 5325 et ESO 291-24.
Sur son site en ligne « Un Atlas de l'Univers », Richard Powell rajoute au groupe cinq galaxies, soit NGC 7412, les galaxies IC 5267, 5267A et 5267B de l'Index Catalogue, et ESO 347-2A. Cette dernière galaxie ne figure ni dans la base de données NASA/IPAC ni dans celle de Simbad, un inconvénient que l'on rencontre fréquemment lorsque l'équivalent PGC n'est pas indiqué. D'après A. M. Garcia, les quatre premières galaxies de cette liste sont membres du groupe d'IC 5267.
Selon un article publié en 2006 par Sengupta et Balasubramanyam, toutes les galaxies du groupe de NGC 7582 mentionnées par Garcia sont des galaxies émettrices dans le domaine des rayons X. À ces galaxies,  Sengupta et Balasubramanyam ajoutent ESO 291-08, ESO 291-15 et ESO 347-08. En réunissant les galaxies de ces trois publications, on obtient un groupe de 15 galaxies.  

### Quartette de galaxies

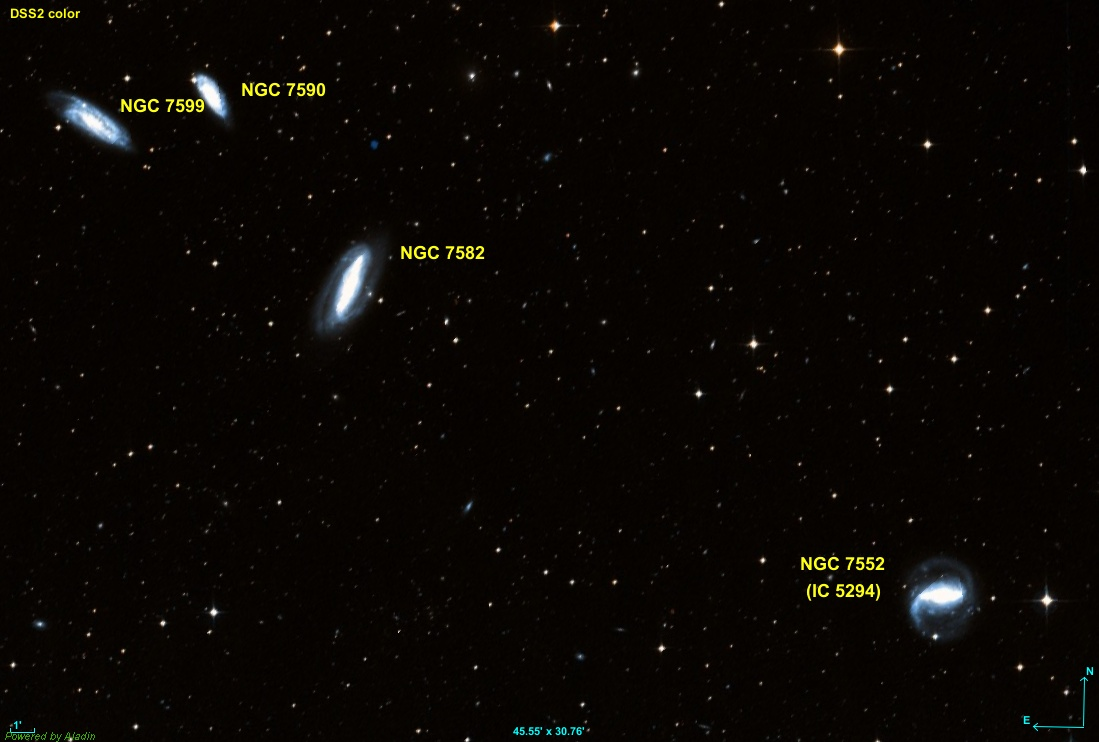
Les quatre galaxies du quartette de la Grue.

NGC 7582 forme avec ses voisines NGC 7552, NGC 7590 et NGC 7599 un ensemble de quatre galaxies relativement rapprochées et connu sous le nom de Quartette de la Grue (Grus Quartet).